# 小黑瑟尔洛厄湖

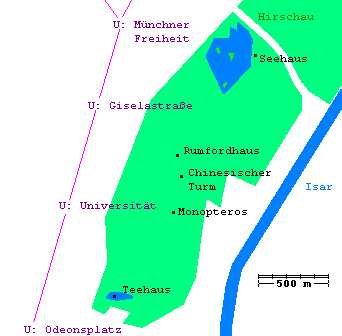

48°9′35″N 11°35′45″E / 48.15972°N 11.59583°E
小黑瑟尔洛厄湖（德語：Kleinhesseloher See）是德國巴伐利亞州慕尼黑的人工湖泊，位於該國東南部，處於英國公園，長0.5公里、寬0.3公里，面積0.09平方公里，海拔高度505米，湖岸線長度1.6公里。